# Swartz (Louisiane)
Pour les articles homonymes, voir Swartz.
Swartz est une census-designated place de la paroisse d'Ouachita, en Louisiane, aux États-Unis. 